# Libertad para vivir

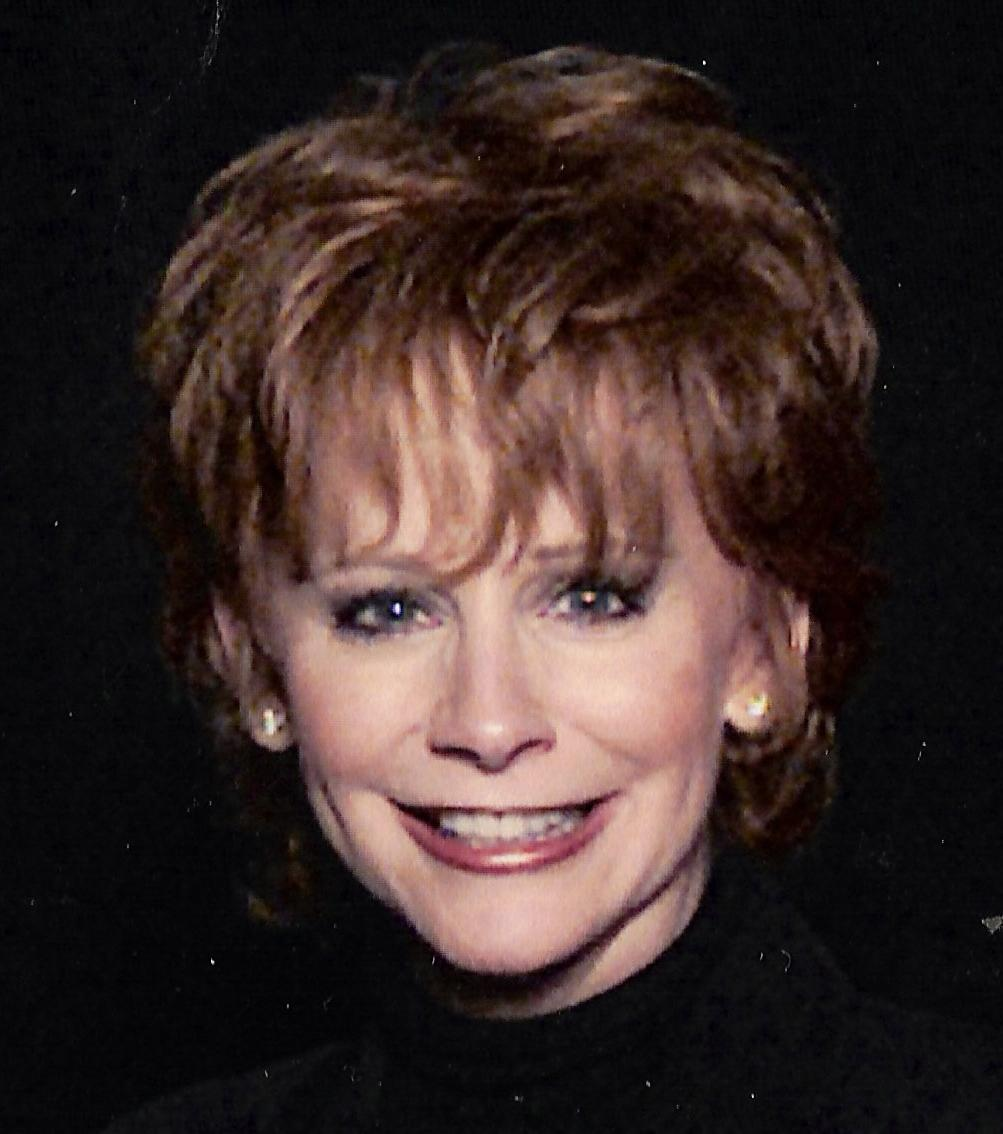
Is There Life Out There? es la primera película de Reba McEntire en la que ocupa el rol principal.

Is There Life Out There? —en inglés ¿Hay vida allí afuera?— distribuida en España con el título Libertad para vivir, es un telefilm estadounidense de 1994 del director David Hugh Jones. Del género dramático, la película cuenta la historia de Lily Marshall, un ama de casa con una aparente vida normal que decide retomar sus estudios universitarios siendo adulta. La trama discurre entre los cambios repentinos en su vida con sus nuevas obligaciones de estudiante, y cómo su esposo y familia se adaptan a los nuevos sueños de Lily.
La actriz y cantante de música country Reba McEntire protagoniza la obra y, a su vez, canta la canción que da título a la película, «Is There Life Out There?», incluida en su álbum de 1991 For My Broken Heart. Previamente McEntire había grabado un vídeo musical para la canción en el que el músico y actor Huey Lewis interpretaba a su esposo. Debido a esto, la producción de la película había pensado en Lewis para ser Brad, el esposo de Lily Marshal, aunque más tarde elegirían a Keith Carradine para ocupar ese rol.

## Reparto
- Reba McEntire como Lily Marshal: Un ama de casa sobreviviente de cáncer de mama con una vida normal y una familia constituida. Lily se casó muy joven y abandonó la universidad. Ya adulta se da cuenta de que hay un vacío en su vida y se pregunta si existe algo más para ella en el mundo, razón que la lleva a retomar sus estudios.
- Keith Carradine como Brad: Marido de Lily. Brad es un humilde carpintero que trabaja junto a su suegro en la granja familiar. A pesar de mostrarse encantado con los planes de Lily, pronto comienza a dudar con los cambios en el nuevo estilo de vida de su mujer.
- Genia Michaela como Belle: Hermana menor de Lily. Belle se rehúsa a terminar sus estudios secundarios y se muda con su novio, aunque pronto los problemas de convivencia se hacen evidentes y Belle regresa con su hermana para ayudar en la casa familiar.
- Mitchell Anderson como Joshua:Un ayudante de cátedra en la universidad que se interesa en Lily desde un primer momento.
- Donald Moffat como el abuelo: Viudo y padre de Lily y Belle, lleva las riendas de la granja. Siente especial afecto por Lily, quien ocupó el rol de mujer de la casa luego de la muerte de su esposa. Alienta a su hija a perseguir sus sueños.
- Henry Arnold como el profesor Cook: Es el catedrático que da las clases a Lily en la universidad.

## Producción

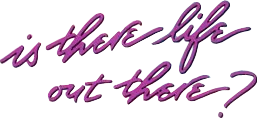
Otra versión del título de la película en su afiche promocional

Filmada en Nashville, Tennessee, Estados Unidos bajo la dirección de David Hugh Jones, el telefilm está basado en el guion de Dalene Young. La película se estrenó en televisión en el país norteamericano el 9 de octubre de 1994, y en el Reino Unido más de cuatro años después, el 21 de octubre de 1998. Asimismo, se distribuyó a países como Finlandia, con el título Muutoksen aika y en España como Libertad para vivir.
Una versión suya en formato DVD fue lanzada el 5 de julio de 2005.